# Scunthorpe
Scunthorpe é uma cidade localizada no condado de Lincolnshire, Inglaterra. Ela é o centro administrativo da autoridade unitária de North Lincolnshire, com uma população estimada, segundo censo de 2010, de cerca de 72,514 habitantes, sendo a terceira maior cidade de seu condado, apenas menor que Grimsby e Lincoln.

## Geografia
Segundo o Office for National Statistics, Scunthorpe possui uma superfície de 28,66 km²

## Cidades-irmãs
- Clamart, França
- Lüneburg, Alemanha
- Ostrowiec Świętokrzyski, Polônia[3]
- Mercedes, Uruguai